# Ève bretonne (Sérusier)
Pour les articles homonymes, voir Ève bretonne.
Ève bretonne – ou Mélancolie – est un tableau réalisé par le peintre français Paul Sérusier en 1890. De format vertical, cette huile sur toile représente une femme assise nue dans un paysage présentant de grands affleurements rocheux. Elle peut s'interpréter comme une allégorie de la Mélancolie ou plus certainement comme une peinture chrétienne déplaçant Ève en Bretagne, comme le fait par ailleurs l'Ève bretonne de Paul Gauguin. Entrée dans les collections publiques en 1981, l'œuvre est conservée au musée d'Orsay, à Paris.

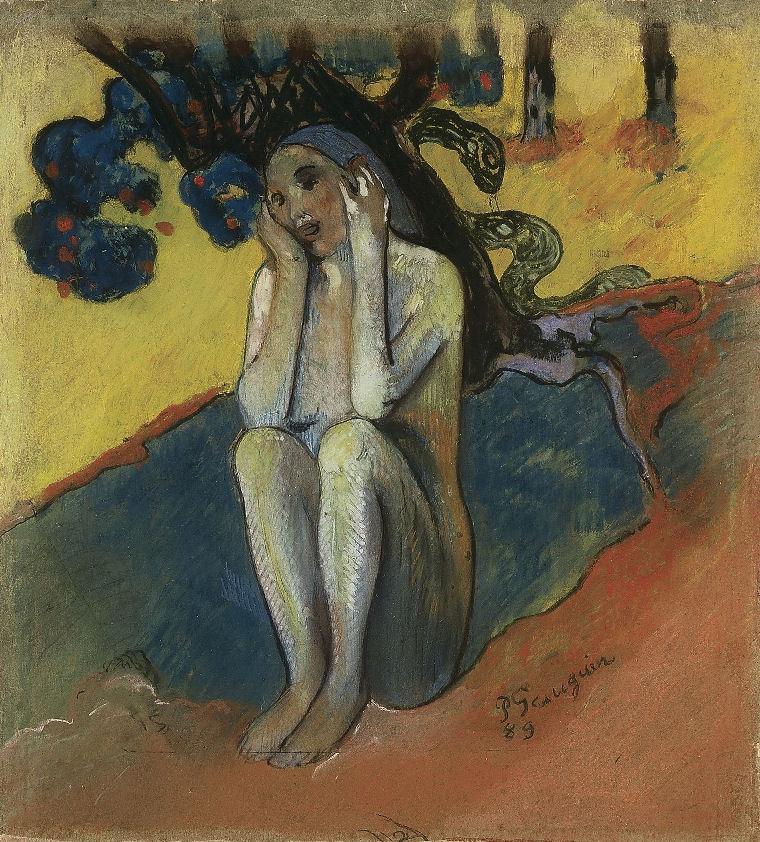
Paul Gauguin, Ève bretonne, 1889 – Musée d'Art McNay, San Antonio[2].